# Młodzi Chłopcy
Młodzi Chłopcy − jedna z bojówek chrześcijańskiej Falangi Libańskiej, złożona członków tego ruchu oraz kryminalistów i żołnierzy wyrzuconych z wojska za nadmierną przemoc. Dowódcą bojówki był szef libańskiego wywiadu, Elie Hobeika, któremu członkowie oddziału byli bardzo lojalni. Oddział jest odpowiedzialny za dokonanie masakry w Sabrze i Szatili − bejruckich obozach dla uchodźców palestyńskich, niejasne jest jednak, czy wykonywał on rozkazy izraelskiego sojusznika czy też działał wbrew nim.